# Mort Walker
Addison Morton Walker (født 3. september 1923 i El Dorado, Kansas, død 27. januar 2018 i Stamford, Connecticut, USA), bedre kendt som Mort Walker, var en amerikansk tegneserieforfatter, mest kendt for tegneserien Basserne (Beetle Bailey). Han har også været forfatter til serien Mads og Misse (Hi and Lois). Andre serier tæller Fru Fitz' pensionat (Mrs. Fitz's Flats), som han lavede sammen med Frank Roberge, Olsens ark (Boner's Ark) lavet sammen med Frank Johnson og Sams serie (Sam's Strip) samt Sam & Silo, som han begge lavede sammen med Jerry Dumas.